# Jungfrau
Jungfrau (em alemão significa "donzela") , com altitude de 4158 m, é uma montanha dos Alpes Berneses, a Sul do  cantão de Berna na zona do Oberland bernês, dominando o vale de Grindelwald, na Suíça. Faz parte dos cumes dos Alpes com mais de 4000 m

## Companhia
Do mesmo maciço montanhoso fazem parte outros picos famosos como o Eiger - com a sua famosa vertente norte - e o Mönch com altitude de 4099 metros. A sul do Jungfrau fica o Grande Glaciar Aletsch, que com comprimento de quase 24 km e área de 118 km² é o maior e mais longo dos Alpes e da Europa.

## Ascensões

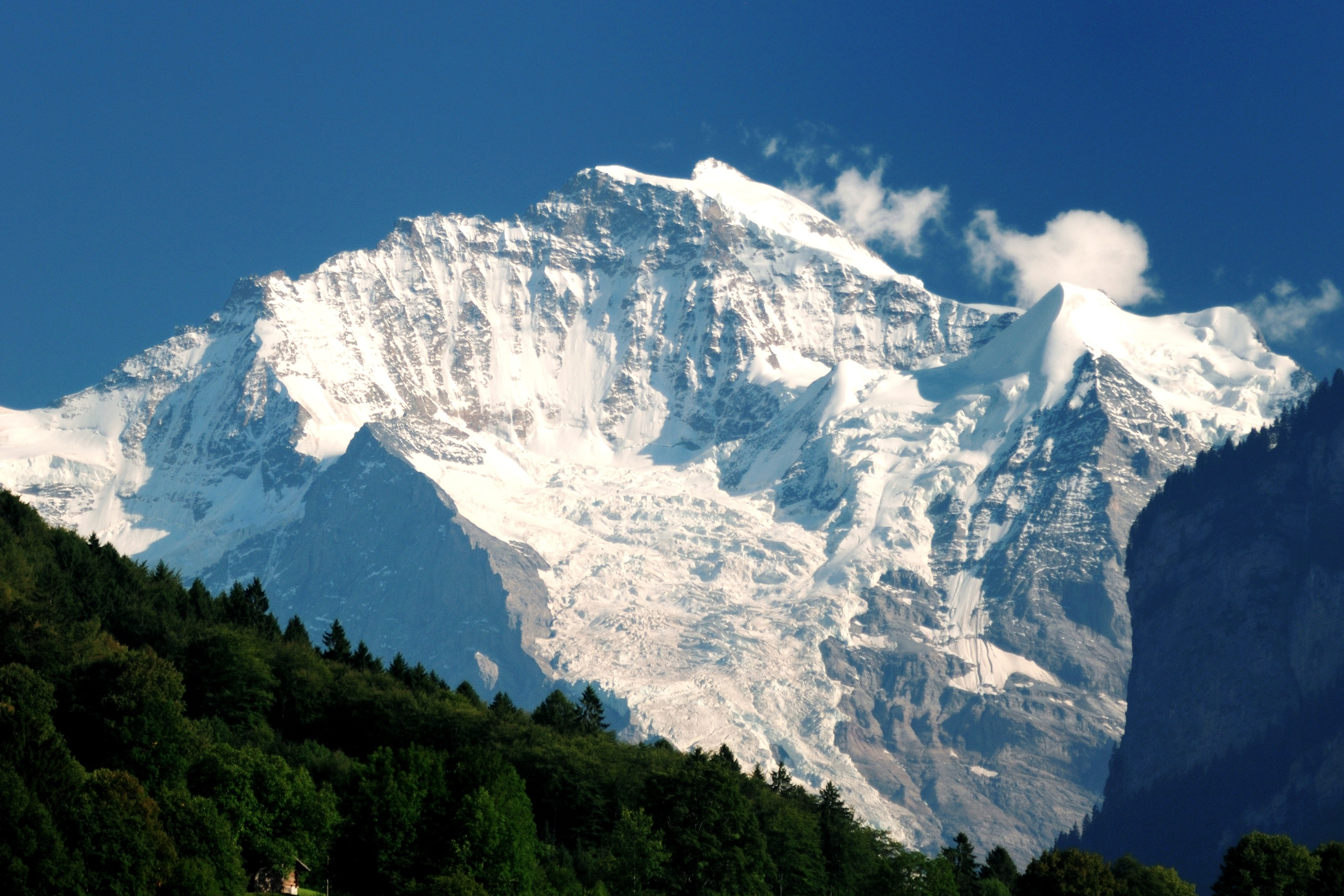
O Jungfrau e o vale de Lauterbrunnen

Foi escalado até ao topo pela primeira vez em 1811 pelos irmãos Meyer, Johann Rudolf e Hieronymus da cidade de Aarau, em conjunto com os caçadores Alois Volker e Joseph Bortis. Hoje a subida é facilitada pela existência de um caminho-de-ferro de cremalheira, o Jungfraubahn que circula pelo interior da montanha até à estação de Jungfraujoch a 3454 metros, a mais alta da Europa. Pode ainda subir-se por ascensor mais 117 metros até ao centro de investigação e terraço panorâmico de Sphinx, o edifício construído a maior altitude do continente europeu (a uma altitude de 3571 metros), que é visitado por milhares de turistas que gozam vistas panorâmicas soberbas durante todo o ano.
O Jungfrau faz parte do sítio classificado como Património da Humanidade pela Unesco "Jungfrau-Aletsch-Bietschhorn", declarado em 13 de dezembro de 2001.
O Jungfrau é a terceira mais alta montanha dos Alpes Berneses após o Finsteraarhorn e o Aletschhorn, respetivamente a 12 e 8 km de distância. Visto o conjunto do lago Thun, ou de grande parte do Cantão de Berna, é a mais visível e mais próxima das montanhas do Oberland bernês. As vertentes setentrionais, extremamente inclinadas, dão-lhe uma mítica reputação de inacessibilidade.

## Imagens
- «Alps360:Jungfraujoch» (em francês)